# 215016 Catherinegriffin
215016 Catherinegriffin è un asteroide della fascia principale. Scoperto nel 2008, presenta un'orbita caratterizzata da un semiasse maggiore pari a 2,5227888 UA e da un'eccentricità di 0,0660028, inclinata di 13,67817° rispetto all'eclittica.
L'asteroide è dedicato a Catherine Griffin, madre dello scopritore.